# Bougainvillia niobe
Bougainvillia niobe is een hydroïdpoliep uit de familie Bougainvilliidae. De poliep komt uit het geslacht Bougainvillia. Bougainvillia niobe werd in 1894 voor het eerst wetenschappelijk beschreven door Mayer. 